# Kanton Auros
Kanton Auros (fr. Canton d'Auros) je francouzský kanton v departementu Gironde v regionu Akvitánie. Tvoří ho 14 obcí.

## Obce kantonu
- Aillas
- Auros
- Barie
- Bassanne
- Berthez
- Brannens
- Brouqueyran
- Castillon-de-Castets
- Coimères
- Lados
- Pondaurat
- Puybarban
- Savignac
- Sigalens